# Gebhard Ulrich von Perckentin

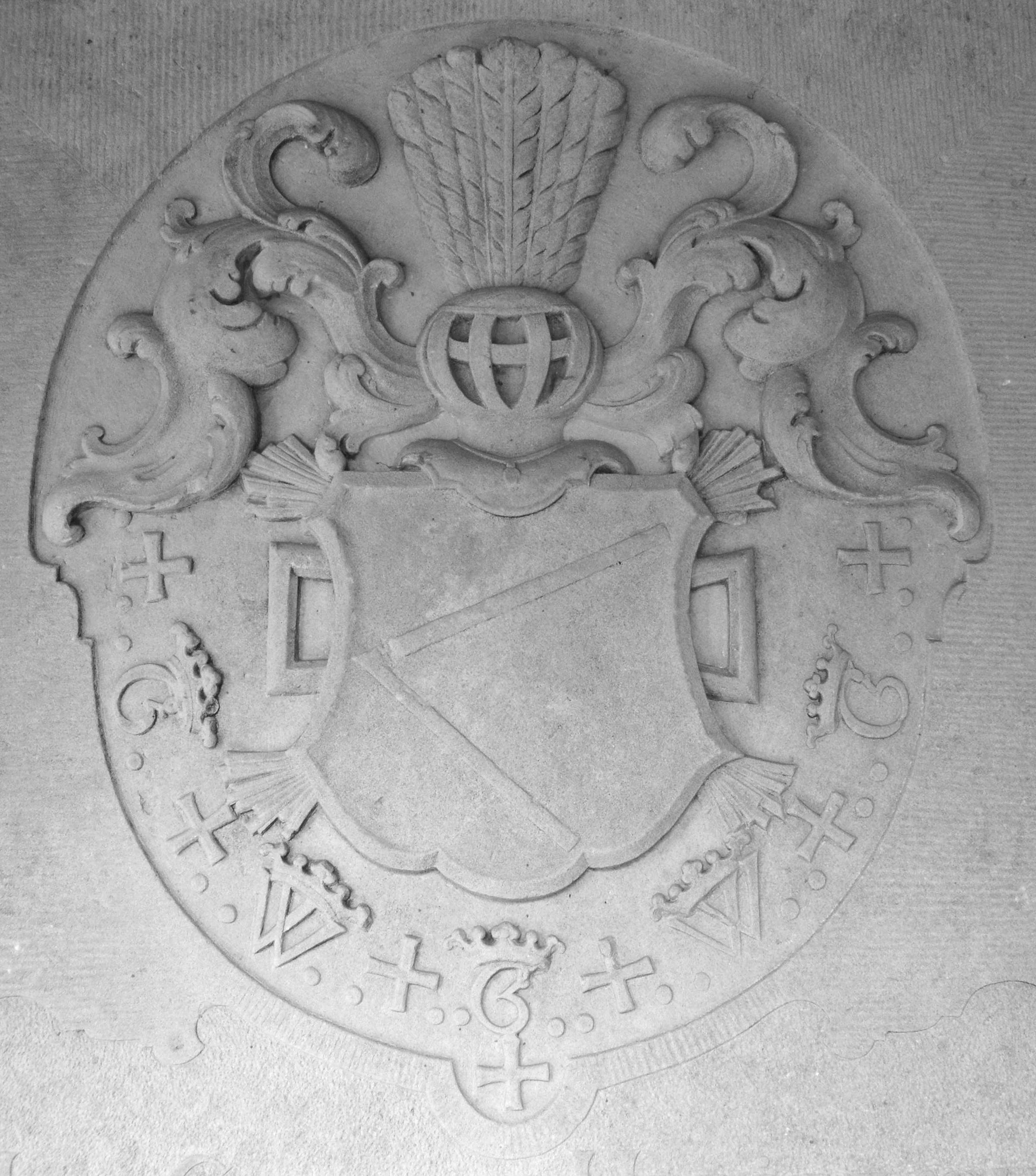
Familienwappen derer von Perckentin auf der Grabplatte von Gebhard Ulrich von Perckentin

Gebhard Ulrich von Perckentin, auch: Perkentin, irrtümlich auch: Heinrich Dietrich von Barkenthin, (* 3. November 1689; † 24. April 1766 in Pinneberg, nach anderen Quellen 1759) war ein deutsch-dänischer Landdrost (Landrat) der Herrschaft Pinneberg.

## Leben
Perkentin war ein Nachfahre von Claus Hartwig von Perckenthin. Über seine Ehe mit Anne Sophie (1719–1782), Trägerin des Ordre de l’union parfaite, wurde er der Schwiegersohn von Otto Carl von Callenberg. Ab 1732 war Perckentin 34 Jahre lang ernannter Landdrost der Herrschaft Pinneberg. Auch war Perkentin königlich dänischer Geheimer Rat und Träger des Dannebrogordens, der ihm am 28. November 1738 unter König Christian VI. von Dänemark und Norwegen verliehen wurde. 
Seine letzte Ruhe zusammen mit seiner Frau fand er in einer Gruft an der Rellinger Kirche, der sogenannten Perckentin’schen Gruftkapelle. Der Sarkophagdeckel steht heute im überdachten Eingangsbereich der alten Kapelle auf dem Friedhof Rellingen.